# Espiniense
Na mitologia Romana, Espiniense (em latim: Spiniensis) era o deus dos espinhos. As pessoas oravam a ele quando eles removiam plantas espinhosas de seus campos. Seu nome vem da spina ("espinha").Talvez fosse associado com outros deuses ligados a agricultura ou a floresta, mas há poucas informações sobre ele.